# Marche des 600 Franchimontois
La Marche des Six Cents (ou 600) Franchimontois est une tradition populaire et folklorique de la ville de Theux en province de Liège en Belgique qui rend hommage à la tentative des 600 Franchimontois, une action militaire réalisée au Moyen Âge tardif lors des guerres de Bourgogne par quelques centaines d'hommes issus du marquisat de Franchimont.
Cette commémoration prend deux formes : une marche sportive quinquennale de 35 km de Theux à Liège et un cortège aux flambeaux annuel de 5 km en boucle au départ du château de Franchimont.
Cette tradition populaire est initiée par les prisonniers de guerre theutois dans les années 1950 et se concrétise en 1968 lors de la commémoration du 500e anniversaire des 600 Franchimontois.
La Marche des 600 Franchimontois reste fragile et sa pérennité incertaine car elle dépend uniquement de la bonne volonté d'une très petite poignée de personnes. En 2018, elle fêtait ses 50 ans d'existence, une humble longévité dans le paysage des traditions populaires et folkloriques wallonnes et belges en général.

## Pré-histoire

### 1468 - La Geste des Six Cents Franchimontois
Octobre 1468, Charles le Téméraire assiège la ville de Liège avec une armée considérablement plus puissante que l'armée liégeoise. Après plusieurs vaines tentatives de combattre les envahisseurs, Gossuin de Streel et Vincent de Bueren, deux chefs de guerre liégeois, mettent sur pied une opération nocturne dont le but est d'atteindre le Duc dans son propre camp sis au sommet de la colline de Sainte-Walburge.
Ils réunissent quelques centaines d'hommes dont la majeure partie est issue du pays de Franchimont et se lancent dans la nuit du samedi 29 octobre. Leur tentative se solde par un échec et ils sont presque tous massacrés.
À la suite de cette expédition audacieuse, Charles le Téméraire décide d'en finir avec les Liégeois. Le lendemain, dimanche 30 octobre et malgré la trêve dominicale à laquelle le Duc est très attaché, il lance ses troupes sur la ville mosane. Cet épisode est relaté dans le sac de Liège.
Le 3 novembre, décidé à se venger des audacieux qui ont tenté de le tuer, le Duc se déplace personnellement au pays de Franchimont. Il y reste une semaine au cours de laquelle ses troupes de mercenaires mettent le pays à feu et à sang en commettant meurtres, viols et rapines.

### La trace des Franchimontois en Belgique
Dans les siècles qui suivent la fin du Moyen Âge, l'histoire des 600 Franchimontois est considérée comme d'autres faits d'armes du même acabit ; les tentatives désespérées sont légion dans l'histoire universelle. Les historiens qui étudient le passé de Liège situent la naissance du mythe des 600 Franchimontois au XVIIIe siècle avec, entre-autres, l'historien Bartholomaei Fisen. À bien des égards, ce siècle marque un tournant dans l'humanité où l'Homme cherche dans le passé des événements qui serviront à l'émancipation des peuples face aux princes, et dans ce cas, la tentative paysanne des 600 Franchimontois du moyên âge tardif est un terreau intéressant pour nourrir les idées du siècle des Lumières. Cependant, ce mythe reste cantonné dans les romans, poèmes et pièces de théâtre des auteurs du XIXe siècle.

C'est Albert Ier qui propulse les 600 Franchimontois au rang de héros nationaux lors de sa déclaration du 5 août 1914 qui galvanise les troupes belges lors de la Première Guerre mondiale. Désormais en pleine lumière, le mythe des 600 Franchimontois intègre les manuels d'histoire scolaire belges dans les années 1930 et y resteront jusqu'à la fin du XXe siècle.

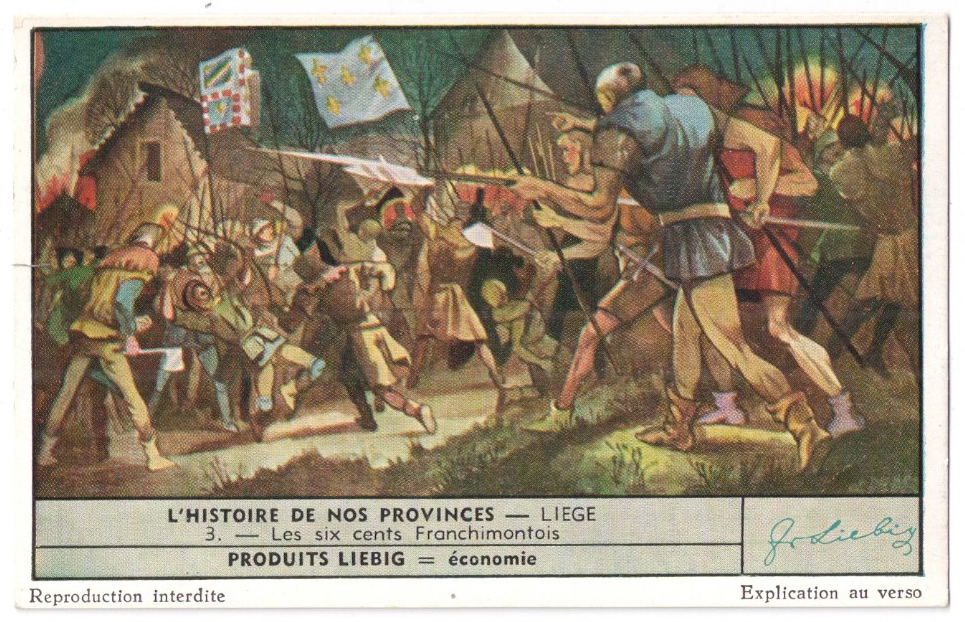
Carte Liebig de 1951 • L'histoire de nos provinces - Liège • 3. - Les six cents Franchimontois

Dans les années 1950, un courant de glorification de la Belgique est à l'œuvre. De l'université aux petites classes, dans les ouvrages de jeunesse et même jusque dans les concentrés de viande, on chante les louanges de cet état belge qui fête ses 120 ans d'existence. Dans cette décennie, les 600 Franchimontois sont les incontournables héros belges du Moyen Âge. Ce courant patriotique s'essouffle à l'aube des années 1960.

### La trace des Franchimontois à Theux
Quand on parle des Franchimontois du Moyen Âge tardif, on parle de ce qui deviendra au XVIe siècle le marquisat de Franchimont. Ce territoire occupe les communes actuelles de Verviers, Spa et Jalhay avec à l'époque Theux comme chef-ban.
Les villages de La Reid et Polleur sont peu ou pas impactés par ce folklore et possèdent tous deux leur propre folklore local. Les anciens bans féodaux de Sart, Jalhay, Spa et Verviers quant à eux, ne sont pas du tout concernés par ce folklore.
L'enracinement historique lié au 600 Franchimontois, et par extension au folklore moyenâgeux, se maintient dans une enclave géographique du nord (Juslenville) au sud (Spixhe), et de l'est (Mont) à l'ouest (Oneux).

#### Le château de Franchimont

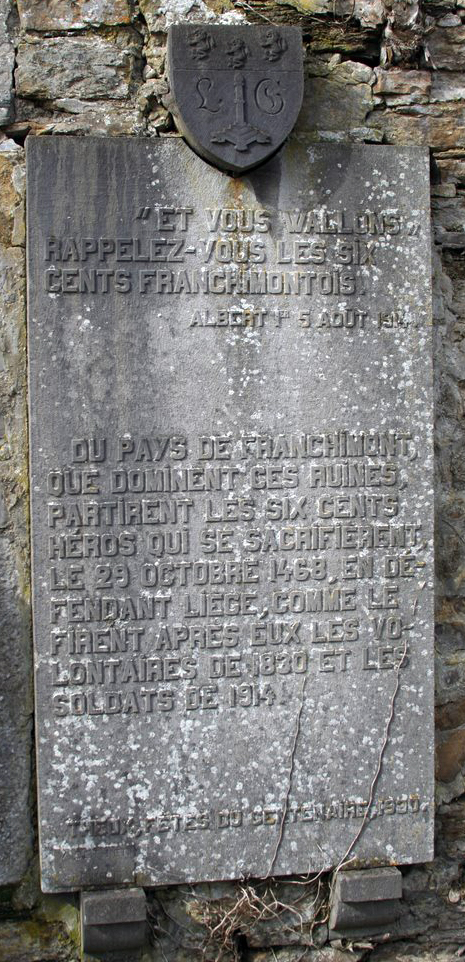
Dalle commémorative à l'entrée du château.

Dans une pierre commémorative placée à l'entrée des ruines est gravé un extrait du discours du roi Albert Ier.
Si cet édifice est contemporain des 600 Franchimontois, il n'est pas relié à la tentative. À l'époque, le château est une propriété du prince-évêque de Liège administrée par un châtelain. En 1959, la commune de Theux en acquiert la propriété. Cet acte est décisif dans la création de l'identité Franchimontoise car ces ruines deviennent de facto la propriété du peuple. Dès lors et avec le temps, ce château va prendre de plus en plus de place dans l'imaginaire collectif. Le château devient le centre névralgique d'événements locaux et de multiples sociétés bénévoles au cours de la seconde moitié du XXe siècle.
Mais c'est principalement la création de la foire médiévale en 1973 au sein même des ruines, qui concrétise durablement l'attachement des theutois au château et au folklore moyenâgeux.

#### Le monument aux morts
Construit en 1926 et augmenté après le seconde guerre mondiale, le monuments aux morts de Theux se situe à l'intersection des rues de la Chaussée et Chinrue, en face de l'église. Il est dédié aux morts des deux guerres mondiales et aux 600 Franchimontois.

#### Les rues de la ville
Il existe un axe nord-sud symbolique dédié au souvenir des héros locaux. En entrant par le sud de la localité, en laissant le château dans son dos, on emprunte la rue des Six Cents Franchimontois (nommée dès 1910) suivie de la rue Hovémont (dans son dictionnaire des rues de Theux, M Gonay avance une analogie avec la Rue Xhovémont de Liège qui relie la rue Hocheporte). Le 25 avril 1968, les autorités locales renomme la rue dite « des Juifs » en rue « Hocheporte » en l'honneur des Six Cents Franchimontois,. Ce trajet s'achève sur la place du perron, symbole des libertés franchimontoises acquises en 1456.

## Histoire

### Les Prisonniers franchimontois
La fin de la Seconde Guerre mondiale voit le retour dans leurs foyers des milliers de prisonniers de guerre belges. Dans le même temps, c'est toute l'Europe qu'il faut reconstruire. À Theux, les dégâts de la guerre sur le patrimoine urbain se limitent à un bombardement anticipé du fort de Tancrémont par l'offensive de 1940 qui détruit le pont principal de la ville qui enjambe la Hoëgne et le quartier du Petit Vinâve.
Les prisonniers de guerre theutois se définissent eux-mêmes « prisonniers Franchimontois ». Ces hommes nés dans les années 1910-1920 ont été les premiers écoliers belges wallons à étudier le nouveau mythe des 600 Franchimontois. Cette volonté de reconnaissance est l'embryon de ce qui deviendra avec le temps l'esprit Franchimontois.
Particulièrement dans ces années d'après-guerre, la population a besoin de tisser de nouveaux liens sociaux. Au-delà de la reconstruction urbaine, ce sont les âmes qui ont besoin d'être soignées. D'autre part, le besoin de rattraper ces longues années de captivité guide les PF (Prisonniers Franchimontois), menés par Albert Bogaerts, vers le Syndicat d'Initiative de Theux (SI), présidé par Jean Crémer,. Le SI fait alors office de catalyseur pour toutes ces énergies et devient la structure du développement et de l'émancipation d'un nouveau folklore.

#### Le cortège historique

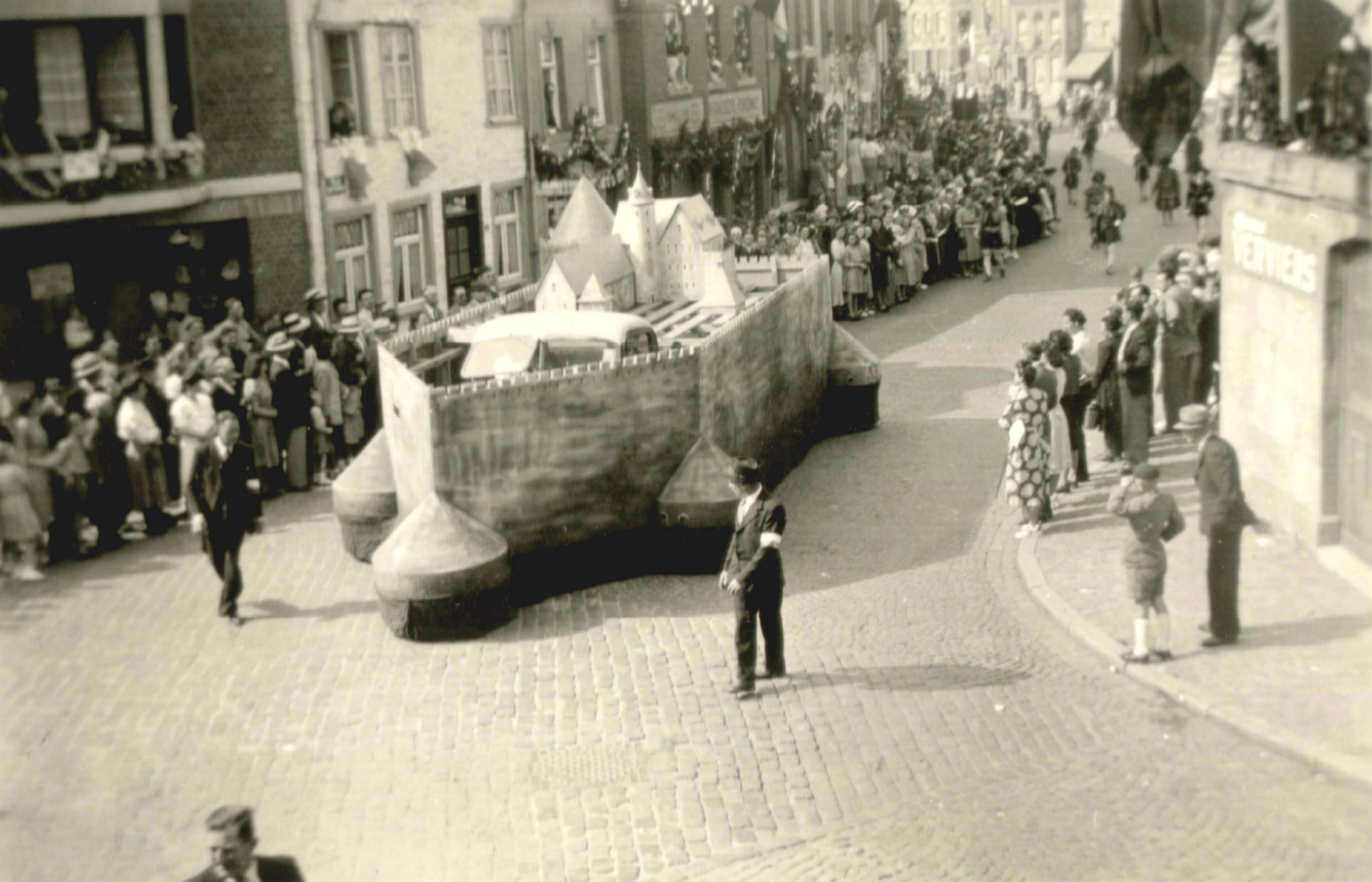
Un char lors du cortège de 1948.

À l'initiative des PF, la première manifestation d'ampleur de la nouvelle association des prisonniers et du syndicat se matérialise dans un cortège historique intitulé Les Visiteurs Célèbres de Theux. Les costumes sont loués à divers théâtres et les chars construits par les PF.
L'itinéraire démarre de la place du centre à Juslenville, puis rue Charles Rittwéger, rue du Roi Chevalier, rue du Pont et place du Perron, il remonte ensuite rue Hovémont, rue des 600 Franchimontois. À la fin de la rue des 600 Franchimontois, au niveau de la fontaine Mélotte le cortège fait demi-tour et reprend le chemin inverse jusqu'à la place du centre à Juslenville.
Ce cortège historique connaît trois éditions estivales : 1948, 1949 et 1953.

#### Les Jeux scéniques
Dans cette deuxième moitié du XXe siècle, une mode voit le jour qui traverse la Belgique : le jeu scénique, « une forme d'expression proche du théâtre, pratiquée en général hors des salles traditionnelles par des non-professionnels ». Or, à Theux coexistent cinq troupes de théâtre amateur et « si les cortèges ont brillamment illustré l'histoire de Theux, ils n'ont pas permis aux personnages de s'exprimer ».
L'union des PF et du Si est alors un creuset d'énergie et de volonté. Ils ont l'idée de monter leurs jeux scéniques et sollicitent Auguste Bodart, l'un des PF, qui va écrire une œuvre originale Franchimont, son passé, ses gloires, Jeux Scéniques, une vaste fresque historique qui présente l'histoire locale sous un jour spectaculaire. Des décors à la tenue des entrées en passant par les costumes et les rôles, l'ensemble de l'œuvre est soutenu par la population locale.
Avec les jeux scéniques de Theux, c'est une population qui plonge dans son passé, ses racines pour y trouver les ferments d'une nouvelle identité et affirmer cette Liberté si âprement acquise. Le parallèle entre la lutte des 600 Franchimontois et la lutte contre le nazisme est flagrant, et c'est la glorification de cette lutte historique theutoise pour la liberté qui sous-tend l'œuvre d'Auguste Bodart[réf. nécessaire]. Sur les vingt tableaux de son œuvre, trois sont dédiés aux héros locaux (scènes 12, 13 et 14).
Cette mise en valeur d'un passé glorieux n'est pas l'apanage de Theux, mais ces jeux scéniques augurent néanmoins un mouvement de pensée patriotique, pouvant aujourd'hui paraître désuet, qui traverse la jeune Belgique dans cette décennie des années 1950.
Sont repris dans cette liste les événements marquants et fondateurs de l'identité Franchimontoise naissante à Theux.
Les deux premières éditions des Jeux scéniques (1950 et 1951) ont lieu sur la place du perron et les deux suivantes (1958, 1968) au sein du château de Franchimont. Une cinquième édition se tient au château lors de l'été 2000 à l'occasion du 50e anniversaire.
| Date                             | Evénement          | Edition | Lieu                   | Trajet               |
| -------------------------------- | ------------------ | ------- | ---------------------- | -------------------- |
| 25 juillet 1948                  | Cortège historique | 1       |                        | Juslenville - Spixhe |
| 24 juillet 1949                  | Cortège historique | 2       |                        | Juslenville - Spixhe |
| 26, 27, 28 août 1950             | Jeux Scéniques     | 1       | Place du perron        |                      |
| Août 1951                        | Jeux Scéniques     | 2       | Place du perron        |                      |
| 2 août 1953                      | Cortège historique | 3       |                        | Juslenville - Spixhe |
| 31 août 1957                     | Son et Lumières    | 1       | Château de Franchimont |                      |
| 23, 24, 25, 28, 30, 31 août 1958 | Jeux Scéniques     | 3       | Château de Franchimont |                      |

### 1968 - La commémoration du500eanniversaire
Lors des 3e jeux scéniques en 1958, après avoir œuvré sur une décade au développement du nouveau folklore Franchimontois, la lassitude gagne les PF qui ont pris de l'âge. C'est la deuxième génération de Franchimontois qui prend la relève.
Fin des années 1960, les dégâts de la seconde guerre mondiale sont gommés et réparés. Le Syndicat d'Initiative de Theux, présidé par François Renkin, et la commune de Theux en la personne de Martin Boutet, préparent une commémoration exceptionnelle : les 500 ans de l'épopée des 600 Franchimontois.
Dès 1967 et principalement en 1968, les autorités locales organisent des dizaines de manifestations programmées sur l'ensemble de la commune de Theux. Cette année festive entérine définitivement le « nouveau folklore franchimontois » initié les deux décennies précédentes. Notamment à travers la création de sociétés et d'événements.

#### Le comité du500eanniversaire
- Martin Boutet, Député-Bourgmestre Président général (Commune de Theux)
- François Renkin, Vice-président général. Président du comité de propagande et des finances (Président du Syndicat)
- Herman Bertrand, Secrétaire général
- André Lambet, Président du comité artistique
- Fernand Braipson, Président du comité matériel

#### Le costume Franchimontois
Depuis le premier cortège historique de 1948, les costumes nécessaires aux cortèges et lors des spectacles sont loués ou achetés aux théâtres de Verviers, de Liège et d'autres localités. Cependant, afin de vêtir les centaines de personnes d'un habit de simple paysan médiéval lors de la marche programmée le 18 mai 1968, le comité pris la décision de créer et de fabriquer ses propres costumes.
Les nouveaux habits sont dessinés par René Lahaye, directeur du Grand-Théâtre de Verviers qui va puiser son inspiration dans les films hollywoodiens au détriment de la justesse historique. Ignorant toute réalité historique, René Lahaye recopie la tenue d'Errol Flynn pour concevoir l'habit standard du Franchimontois : une tunique, un chaperon, un chapeau pointu, des bas-collants et une grosse ceinture portant une aumônière et une épée en bois.
Ni Philippe de Commynes dans ces mémoires, ni les historiens qui se sont penchés sur la tentative des 600 n'ont abordé le sexe de ces derniers tellement l'idée qu'il y eut une ou des femmes présentes parassait inconcevable. Pourtant, si rien ne le conteste, rien ne le prouve. Partant de ce constat, les femmes désireuses de participer à la marche sont tenues de se vêtir comme un homme.
Des artisans locaux réalisent plusieurs centaines d'épées en bois.
| Date                      | Evénement                                                                  | Lieu                                |
| ------------------------- | -------------------------------------------------------------------------- | ----------------------------------- |
| 1967                      |                                                                            |                                     |
| 13 août                   | Match de football entre C.S. Verviers / Réserve Standard                   | Ancien terrain de football de Theux |
| 14 octobre                | Théâtre de l’Équipe de Bruxelles                                           | Theux centre                        |
| 11 novembre               | Troupe “Arlequins”                                                         | Theux centre                        |
| 9 décembre                | Troupe du Gymnase                                                          | Theux centre                        |
| 1968                      |                                                                            |                                     |
| 24 février                | Ouverture des festivités du 500e anniversaire des Six Cents Franchimontois | Hôtel de Ville                      |
| 17 mars                   | Bal costumé thématique « L'histoire de Franchimont »                       | Cercle Saint-Augustin               |
| 3 avril                   | Remise de médailles aux Anciens Combattants                                | Fort de Tancrémont                  |
| 21 avril                  | Conférence de presse nationale                                             | Hôtel de Ville                      |
| du 13 avril au 13 mai     | Ouverture officielle, séance académique                                    | Hôtel de Ville                      |
| 3 mai                     | Exposition philatélique ; prévente du « timbre Franchimont »               | Theux centre                        |
| 3 mai                     | Récital de poèmes par le Studio Copeau                                     | Cercle paroissial                   |
| 18 mai                    | 1re Marche des 600 Franchimontois                                          | Theux - Liège (par Trooz)           |
| 2 et 3 juin               | Festival de danses populaires et folkloriques                              | Salle Communale de Juslenville      |
| 16 juin                   | Kermesse 1900 avec la participation de plusieurs corps de musique          | Theux centre                        |
| 23 juin                   | Cortège équestre Les visiteurs célèbres de Theux                           | Juslenville - Marché                |
| 28 juillet                | Défilé militaire et opération commando                                     | Ancien terrain de football de Theux |
| Juillet et août           | Expositions, concours de peinture                                          | Theux centre                        |
| 14, 18, 24, 25 et 31 août | 4e Jeux Scéniques                                                          | Château de Franchimont              |
| 15 septembre              | Assemblée générale du Touring-Club                                         | Hôtel de Ville                      |
| 13 octobre                | Journée académique de clôture des festivités                               | Hôtel de Ville                      |
| 29 octobre                | 1er Cortège aux flambeaux                                                  | Juslenville - Marché                |
| 7 décembre                | Grand bal du 500e anniversaire                                             |                                     |

### 2018 - La commémoration du550eanniversaire
Fin 2017, les sociétés historiques du folklore franchimontois, le Syndicat d'Initiative de Theux et La Chevalerie de l'Ordre du Chuffin s'associent à la Foire médiévale de Franchimont et au Centre culturel de Theux pour créer l'a.s.b.l. Theux 2018, sous les auspices de la Commune de Theux.
Cette association est constituée pour une durée de 12 mois dont l'objet à pour but « la promotion de la vie associative, du bénévolat et des initiatives citoyennes sur le territoire de la commune de Theux à l'occasion de la commémoration du 550e anniversaire de l'épopée des 600 Franchimontois ».
Sous le label Theux 2018, le Centre culturel de Theux va promouvoir plusieurs événements locaux.

#### Le comité du550eanniversaire
- Catherine Scurole, présidente (présidente du Centre culturel)
- André Frédéric, vice-président (Commune de Theux, député fédéral)
- Philippe Dethier, trésorier (président du Chuffin)
- Lauriane Voss, secrétaire (Centre Culturel)
- Philippe Boury, administrateur (Commune de Theux)
- Alexandre Lodez, administrateur (Commune de Theux, président du Syndicat)
- Patrice Lambert, administrateur (président de la Foire médiévale)

| Date                   | Événement                                                          | Lieu                  | Organisateur                   |
| ---------------------- | ------------------------------------------------------------------ | --------------------- | ------------------------------ |
| 10 juin au 1er juillet | Exposition Droits de l’Homme en Marquisat de Franchimont           | Église d'Oneux        | Les amis de l’église d’Oneux   |
| 7 octobre              | En route rassemblement des villages                                | Place du perron       | Centre culturel                |
| 25 octobre             | Café littéraire autour du 550e anniversaire des 600 Franchimontois | Bibliothèque de Theux | Bibliothèque de Theux          |
| 3 au 18 novembre       | Exposition thème 1968                                              | Centre Culturel       | Les Chroniqueurs du Marquisat  |
| 7 décembre             | Concert de Noël                                                    |                       | Association du concert de Noël |
| 15 décembre            | Ensevelissement de la capsule temporelle                           | Hôtel de ville        | Theux 2018                     |

## La Marche des 600 (quinquennale)
Cette marche est imaginée et créée par le comité du 500e anniversaire des 600 Franchimontois en 1968. Le but de cet événement est de rallier la ville de Liège à pied et en costume d'époque. C'est une action symbolique qui veut rappeler l'attachement intemporel de Franchimont à Liège et non relater une marche qui se serait réellement déroulée entre Theux et Liège la journée du 29 octobre 1468, juste avant la tentative nocturne. En effet, lors de cette tentative de 1468, les Franchimontois ne venaient pas directement des terres de Franchimont à pied. Comme toute la population de la province de Liège priée de défendre la grande ville fortifiée de Liège, ils avaient rejoint la cité plusieurs jours, voire une semaine avant la tentative.
Au gré des éditions, les quelque 30 à 35 kilomètres sont franchis assez facilement grâce à deux arrêts de ravitaillement. Le trajet des cinq premières éditions peut se résumer au suivi des cours d'eau en direction de Liège : la Hoëgne puis la Vesdre et enfin la Meuse, grâce aux routes nationales. L'itinéraire change pour des raisons de sécurité dans les éditions ultérieures car la circulation automobile n'est plus la même fin du XXe siècle qu'au début du XXIe siècle.
Les deux premières éditions sont espacées de 12 ans puis encore 13 ans avant la 3e. Celle-ci est organisée pour souligner le 525e anniversaire des 600 et le souhait des organisateurs est de reconduire la Marche des 600 tous les cinq ans. La 4e édition soutient le concept de la quinquennale qui est définitivement établi lors de la 5e. En 2018, la 8e marche est réalisée dans le cadre de Theux 2018 qui commémore le 550e anniversaire des 600 Franchimontois.
Désormais pilotée par la quatrième génération de Franchimontois, cette nouvelle tradition populaire est donc en passe de s'installer durablement.

### La première Marche des 600 (1968)  •500eanniversaire

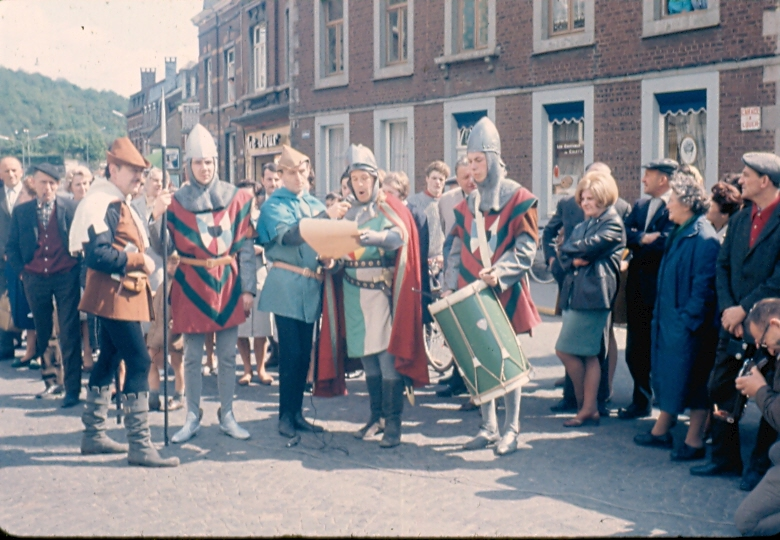
Au passage à Nessonvau, le député-bourgmestre Martin Boutet fait la lecture aux passants.

Cette marche printanière est le premier événement d'ampleur des festivités du 500e anniversaire. Fixée le samedi 18 mai 1968, elle est organisée par le Comité du 500e, le Syndicat d'Initiative et la ville de Theux.
Cette première édition est imaginée sans lendemain. Les organisateurs n'ont pas créé cette marche dans l'idée de la reproduire et encore moins tous les cinq ans. La tradition quinquennale est plus tardive.

#### Décorations des entités

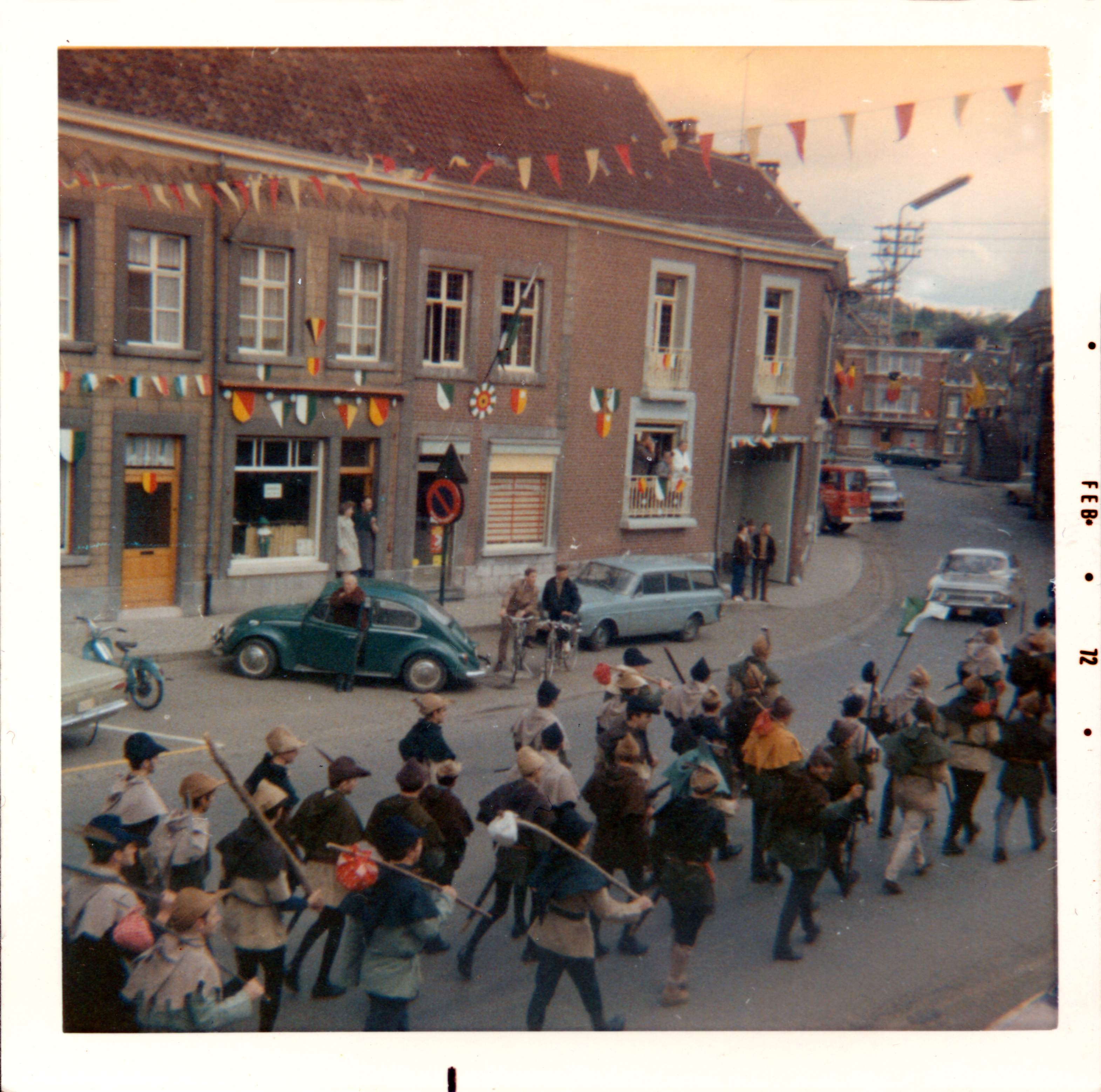
Blasons et fanions dans les rues de Theux (1968)

Trois lieux de passage, symbolisant les entrées médiévales de Theux, sont garnis de fausses tours en bois.
- Au passage à niveau entre la rue du Roi Chevalier et la rue Rittwéger.
- Au croisement des rues du Waux-Hall et des Six Cents Franchimontois.
- Dans la rue de la Chaussée.

Les menuisiers de la commune de Theux fabriquent 5 000 petits et 2 000 grands blasons en Unalit peints aux couleurs de Liège (rouge et jaune) et de Theux (vert et blanc). Ces blasons sont placés sur les façades des maisons de Spixhe, Marché, Theux et Juslenville. Des dizaines de banderoles à fanions colorés sont tendus dans les rues des 600 Franchimontois, rue Hovémont, rue Chaussée, rue Hocheporte (fraîchement renommée) et la place du perron.

#### Déroulement de la journée
- 9h30, départ des marcheurs depuis la haute-cour du château de Franchimont en direction de Marché par le chemin dit « des 350 mètres ». Franchissement de la Hoëgne en empruntant le pont de Marché, N62 en direction de Theux.
- 10h30, place du perron de Theux, danses folkloriques par une troupe locale.
- 11h, départ proprement dit de la Marche en direction Pepinster par la N690. Dans Pepinster, après avoir franchi la Vesdre sur le pont de la rue de la Régence, le cortège bifurque à gauche sur la N61 en direction de Trooz.
- 17h, arrivée à Chênée, à l'intersection du boulevard de l'Ourthe (N30) et de la rue des Grands-Prés (N61), bifurcation à droite vers Liège centre. Passage sur le Quai des Ardennes (N30 puis N633) jusqu'au Quai Mativa, puis Quai Orban. Franchissement de la Meuse au niveau du pont de la rue Armand Stouls (N610c). Rue Renoz puis à gauche rue du Parc.
- 18h, arrivée au palais des congrès de Liège. Remise de la médaille souvenir et du certificat.
- 18h30, cortège de la fanfare et des majorettes de Theux-Franchimont (venus en autobus). Repas au palais des congrès[l].
- 20h, pose de la stèle commémorative en haut de la Montagne de Bueren.

#### Composition du cortège
Le cortège se divise en deux étapes : d'abord un défilé dans les rues de la ville suivi de la marche proprement dite. Le défilé s'organise comme suit : les chevaux, dont les cavaliers sont vêtus de costumes de nobles ouvrent le défilé, suivis par René Hausman à la cornemuse et Roger Caro à la vielle à roue, puis les tambours et les danseurs. Viennent ensuite les membres du comités puis les marcheurs en ordre de ban comme au temps du marquisat de Franchimont : Theux, Sart, Jalhay, Spa et Verviers. Après le passage du perron, seuls les marcheurs continueront le périple.

#### Objets souvenir
À l'arrivée de leur périple, les marcheurs reçoivent une médaille souvenir et une attestation de participation. Des épinglettes en plastique sont également distribuées aux personnes présentes.

### La2eMarche des 600 (1980) • Millénaire de la principauté de Liège
À l'occasion des célébrations du millénaire de la principauté de Liège en 1980, les autorités liégeoises demandent aux Franchimontois de réaliser une Marche des 600 identique à celle qui eut lieu 12 ans plus tôt. Ce sont les mêmes organisateurs qu'en 1968, et notamment le président du SI de Theux François Renkin, qui organise cette 2e Marche des 600 le 23 août 1980.
Cette édition à moins de retentissement que la première d'autant plus qu'il s'agit d'une commande de la ville de Liège dans le cadre de ses propres festivités et non une volonté locale.

#### Inscription et costume
Marcheurs (hommes et dames en costume masculin): 100 Fr Vendeuses (dames partant en avant-garde): gratuit. Costumes : veste: 120 Fr - capulet: 100 Fr - buridan: 100 Fr, à se procurer chez Mme Daco. Si le costume est rentré dans un état impeccable, il sera repris et remboursé.
À nouveau, les femmes désireuses de participer doivent se vêtir en habits masculins.

#### Déroulement de la journée
- Rassemblement à la salle de Spixhe et distribution des armes (épées en bois et porte-bannières de 1968)[14].
- 9h, départ des marcheurs par la N62 en direction de Theux.
- 9h20, place du perron de Theux, prestations des danseurs et musiciens, puis proclamation du héraut et passage du cortège. Vente de médailles-souvenir.
- 9h40, départ des marcheurs précédés des tambours ainsi que du héraut et des hommes d'arme à cheval. Rue du roi Chevalier, rue Rittwéger puis direction Pepinster par la N690.
- 10h45, arrêt à Pepinster. puis franchissement de la Vesdre sur le pont de la rue de la Régence, le cortège bifurque à gauche sur la N61 en direction de Trooz.
- 12h30, halte-repas à Nessonvaux. Café et soupe sont offerts aux marcheurs. Vente de petite restauration par le Comité des Fêtes de Nessonvaux.
- 15h10, arrêt à Chaudfontaine. Boissons.
- 16h30, arrivée à Chênée où vingt cavaliers franchimontois, venus à la rencontre des marcheurs, les emmènent vers Liège. À l'intersection du boulevard de l'Ourthe (N30) et de la rue des Grands-Prés (N61), bifurcation à droite vers Liège centre. Passage sur le Quai des Ardennes (N30 puis N633) jusqu'au Quai Mativa, puis Quai Orban. Franchissement de la Meuse au niveau du pont de la rue Armand Stouls (N610c). Rue Renoz puis Pont Albert Ier. Devant le Parc d'Avroy, bifurcation à droite sur l'Avenue Charles Rogier (N617a), passage dans la trémie, Boulevard d'Avroy, Boulevard de la Sauvenière, Place de l'Opéra puis Place Saint-Lambert.
- 18h, arrivée dans la cour du palais des princes-évêques de Liège. Dîner franchimontois offert à tous les participants : grosse soupe aux choux ou aux carottes, boisson.
- 19h, une délégation des Franchimontois est reçue par Monsieur le Gouverneur et les autorités du Millénaire.
- 19h30, les Franchimontois et les cavaliers forment une haie d'honneur du Palais au Théâtre pour les autorités se rendant au spectacle du Centre Lyrique de Wallonie. Celles-ci sont précédées du héraut et des hommes d'armes. Sous le péristyle, dernière proclamation du héraut et exécution du chant de Franchimont par la chorale de Juslenville.

À liège, de 17 à 24 heures dans la Cour du Palais, ripailles et spectacles permanents pour le public et les participants : danses moyenâgeuses, baladins, trouvères, farces. À 17h, un car payant transporte les Theutois désirant venir à Liège pour le souper et les festivités.

### La3eMarche des 600 (1993) •525eanniversaire
Au début des années 1990 le nouveau folklore franchimontois initié dans les années 1960 est tombé en désuétude. Les initiateurs historiques (les Prisonniers Franchimontois) sont âgés de 70, 80 ans et les organisateurs de la commémoration de 1968, en passe de prendre leur retraite, ne s'occupent plus du souvenir des 600 Franchimontois. La seule manifestation en lien avec le Moyen Âge local est la Foire médiévale de Franchimont qui se tient au château de Franchimont tous les deux ans depuis 1973.

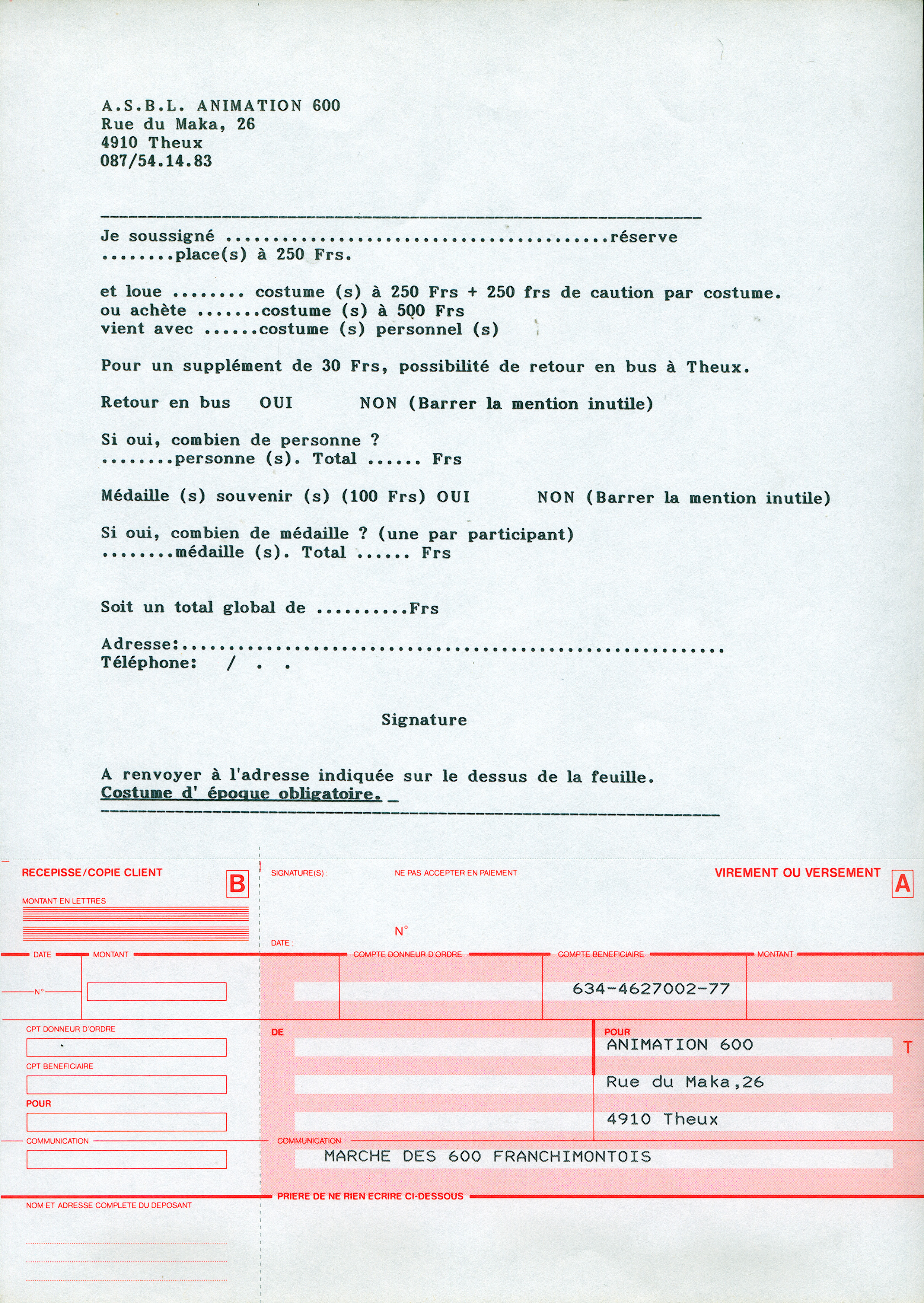
Feuille d'inscription disponible dans les commerces de Theux.

Frédéric Maquinay et Jérôme Nagelmackers, tous deux membres des Compagnons de Franchimont, créent l'asbl « Animation 600 » et organisent, en collaboration avec le SI de Theux et son nouveau président Alexandre Lodez, la 3e Marche des 600 le 25 septembre 1993. Cette édition est littéralement bricolée à partir des souvenirs de jeunesse des organisateurs dont les parents avaient participé, de près ou de loin, aux organisations précédentes.

#### Inscription et costume
Cette troisième édition n'exige pas le port d'une tenue masculine au femmes.

#### Déroulement de la journée
- 8h, accueil des marcheurs sur le parking du château de Franchimont. La pluie tombe et ne s'arrêtera pas de toute la journée.
- 9h, départ des marcheurs depuis la haute-cour du château de Franchimont en direction de l'allée du château puis rue Pré l'Evêque en direction de Marché. Franchissement de la Hoëgne en empruntant le pont de Marché puis la N62 en direction de Theux.
- 10h, place du perron de Theux, discours du bourgmestre Maurcie Corne et lecture de l'histoire des 600 par Willy Klingler.
- 10h30, départ proprement dit de la Marche en direction Pepinster par la N690. Dans Pepinster, après avoir franchi la Vesdre sur le pont de la rue de la Régence, le cortège bifurque à gauche en direction de Trooz.
- 13h, arrêt au terrain de football de Nessonvaux.
- 16h, arrêt à Chaudfontaine, distribution de gaufres.
- 17h, arrivée à Chênée, à l'intersection du boulevard de l'Ourthe (N30) et de la rue des Grands-Prés (N61), bifurcation à droite vers Liège centre. Passage sur le Quai des Ardennes (N30 puis N633) jusqu'au Quai Mativa, puis Quai Orban. Franchissement de la Meuse (dérivation) au niveau du pont de la rue Armand Stouls (N610c). Rue Renoz puis Pont Albert Ier. Devant le Parc d'Avroy, bifurcation à droite sur l'Avenue Charles Rogier (N617a), passage dans la trémie, Boulevard d'Avroy, Boulevard de la Sauvenière, Place de l'Opéra puis Place Saint-Lambert.
- 18h30, arrivée sur Place du Marché. Dans la confusion, une partie des marcheurs se rend dans le palais des princes-évêques où se tient une manifestation.
- 20h, départ des premières navettes pour rapatrier les marcheurs sur Theux.

#### Composition du cortège
Les mêmes épées en bois et autres porte-fanions sont distribués aux marcheurs. Quatre tombereaux agricoles ouvrent le cortège suivi de 350 marcheurs sans ordre particulier. Un autobus ferme la marche pour récupérer les défaillants.
À la différence des deux premières éditions, exclusivement masculine, la Marche de 1993 est féminine pour la moitié.

### La4eMarche des 600 (1998) •530eanniversaire
Au printemps 1996, Frédéric Maquinay et Jérôme Nagelmackers sont à l'initiative de la création de la Verte Tente alors une section de la Chevalerie de l'Ordre du Chuffin. Les douze membres de cette association, en collaboration avec le SI de Theux, organisent la 4e Marche des 600 le 26 septembre 1998.
Cette édition marque le renouveau du folklore Franchimontois. Cette troisième génération de Franchimontois nés dans les années 1970 est majoritairement issue des mouvements de jeunesse locaux. Les organisateurs ont connu les dernières marches aux flambeaux (voir ci-dessous) des années 1980 et surtout la biennale de la foire médiévale.
Si l'esprit héroïque des ancêtres en toujours présent, il doit désormais laisser de la place à un esprit festif directement relié à la foire médiévale. C'est ainsi que les Moines Épicuriens de Franchimont affrètent une camionnette munie d'une pompe à bière qu'ils placent en queue de cortège. Au cours de la journée, le cortège s'allongeant très dangereusement à cause des marcheurs éméchés devenus dangereux pour la circulation, les organisateurs sont contraints de le scinder afin de maintenir la camionnette-bar sous haute surveillance. À cause de cet esprit de guindaille, la Marche des 600 acquiert une mauvaise renommée auprès des habitants et de la police des quatre communes qu'elle traverse (Pepinster, Olne, Trooz et Chaudfontaine). Au grand dam des organisateurs, elle est désormais perçue péjorativement comme « la foire de Franchimont qui descend sur Liège ».

#### Déroulement de la journée
- 8h, accueil des marcheurs à l'entrée de château de Franchimont. Chaque participant reçoit une médaille souvenir, les tickets pour ses trois repas et un laisser-passer pour la navette de retour.
- 9h, le cortège descend l'allée du château puis la rue Pré l'Evêque en direction de Marché. Franchissement de la Hoëgne en empruntant le pont de Marché puis la N62 en direction de Theux.
- 10h, place du perron de Theux, discours du bourgmestre Maurcie Corne et lecture de l'histoire des 600 par Yves Bertrand.
- 10h30, départ proprement dit de la Marche en direction Pepinster par la N690. Dans Pepinster, après avoir franchi la Vesdre sur le pont de la rue de la Régence, le cortège bifurque à gauche en direction de Trooz.
- 13h, arrêt à Nessonvaux avec repas chaud (soupe à l'oignon et petit pain).
- 16h, arrêt à Chaudfontaine, distribution de gaufres.
- 17h, arrivée à Chênée, à l'intersection du boulevard de l'Ourthe (N30) et de la rue des Grands-Prés (N61), bifurcation à droite vers Liège centre. Après le passage du pont de la rue de la Station, bifurcation à droite vers la rue Neuve (N665), puis à gauche rue Large. Rue Vinave jusqu'à Grivegnée. Rue Belvaux, rue Haute-Wez, rue Bonne-Femme en Longdoz puis rue Grétry, passage de la Meuse (dérivation) puis bifurcation sur la droite avant le Pont Kennedy. Quai Edouard Van Beneden puis quai de Gaulle et bifurcation à gauche sur le Pont des Arches, puis rue Léopold. Bifurcation à droite sur la rue Ferdinand-Hénaux, rue de la Violette.
- 18h, passage devant le perron de Liège Place du Marché, bifurcation dans la rue des Mineurs puis à droite rue Hors-Château. Pour rejoindre le collège Saint-Barthélémy, point d'arrivée de la Marche, le cortège passe devant l'entrée des escaliers de la Montagne de Bueren. Les marcheurs de tête improvisent la montée des 374 marches. Ils sont suivis par les plus vaillants.
- 19h, arrivée et repas dans la cour du collège Saint-Barthélémy dans laquelle le SI de Theux à préparé plusieurs chapiteaux avec tables et bancs. Ensuite, café-concert donné par le groupe folk-médiéval Excalibur.
- 20h, départ des premières navettes pour rapatrier les marcheurs sur Theux.

#### Composition du cortège
Douze chevaux menés par Jean Berton ouvrent le défilé suivis par une camionnette de la ville de Theux. Viennent ensuite Lucien Thonon à la cornemuse accompagné du drapeau de la Principauté de Liège et de la bannière de la Verte Tente. Suivent environ 400 marcheurs sans ordre particulier. Le cortège s'achève avec trois véhicules : la camionnette-bar des Moines épicuriens de Franchimont A.S.B.L., un autobus-balai et une deuxième camionnette de la ville de Theux qui récupère les déchets.

### La5eMarche des 600 (2003) •535eanniversaire
La Verte Tente, sous la présidence de Sébastien Bertrand, entérine définitivement la tradition d'une marche franchimontoise quinquennale en organisant la 5e marche en 2003 à l'occasion du 535e anniversaire, en partenariat avec le SI de Theux.
Les organisateurs rencontrent une vive inquiétude chez les commissaires de police des communes traversées qui pointent les problèmes liés à l'alcoolisme festif de la 4e édition de 1998. Certains adoptent des mesures contraignantes auxquelles les organisateurs se plient.

#### Déroulement de la journée
- 8h, accueil des marcheurs à l'entrée de château de Franchimont. Chaque participant reçoit une médaille souvenir, les tickets pour ses trois repas et un laisser-passer pour la navette de retour.
- 9h, le cortège descend l'allée du château puis la rue Pré l'Évêque en direction de Marché. Franchissement de la Hoëgne en empruntant le pont de Marché puis la N62 en direction de Theux.
- 10h, place du perron de Theux, discours du bourgmestre Philippe Boury.
- 10h30, départ proprement dit de la Marche en direction Pepinster par la N690. Dans Pepinster, après avoir franchi la Vesdre sur le pont de la rue de la Régence, le cortège bifurque à gauche en direction de Trooz.
- 13h, arrêt à Nessonvaux avec repas chaud.
- 16h, arrêt à Chaudfontaine, distribution de gaufres.
- 17h, arrivée à Chênée, à l'intersection du boulevard de l'Ourthe (N30) et de la rue des Grands-Prés (N61), bifurcation à droite vers Liège centre. Après le passage du pont de la rue de la Station, bifurcation à droite vers la rue Neuve (N665), puis à gauche rue Large. Rue Vinave jusqu'à Grivegnée. Rue Belvaux, rue Haute-Wez, rue Bonne-Femme en Longdoz puis rue Grétry, passage de la Meuse (dérivation) puis bifurcation sur la droite avant le Pont Kennedy. Quai Edouard Van Beneden puis quai de Gaulle et bifurcation à gauche sur le Pont des Arches, puis rue Léopold. Bifurcation à droite sur la rue Ferdinand-Hénaux, rue de la Violette.
- 19h, passage devant le perron de Liège Place du Marché, bifurcation dans la rue des Mineurs puis à droite rue Hors-Château. Cette fois, la montée de l'escalier de la montagne de Bueren est au programme. La majorité des participants achèvent leur périple dans cette redoutable épreuve.
- 20h, arrivée et repas dans la cour du collège Saint-Barthélémy dans laquelle le SI de Theux à préparé plusieurs chapiteaux avec tables et bancs. Ensuite, café-concert donné par le groupe folk-médiéval Excalibur.

#### Composition du cortège
Très similaire à l'édition de 1998, le cortège est encadré des mêmes éléments. La taux de participation est également le même avec environ 400 marcheurs.

### La6eMarche des 600 (2008) •540eanniversaire
Le Syndicat d'Initiative de Theux sous l'impulsion de Philippe Dethier, ancien membre fondateur de la Verte Tente et administrateur du SI de Theux, organise la 6e marche en 2008 à l'occasion du 540e anniversaire. Depuis 1993, le Syndicat d'Initiative de Theux restait le support administratif et logistique de l'événement, en 2008, celui-ci en redevient l'acteur principal en collaboration avec les villes de Theux et de Liège. Ses partenaires sont le Chuffin, le Centre Culturel de Theux, la Verte Tente et les Moines Épicuriens.
L'événement est désormais attendu et soutenu au-delà de la localité, notamment grâce à l'émergence des réseaux sociaux qui en facilitent la publicité. Les habitants de l'ancien marquisat de Franchimont (Theux, Sart, Jalhay, Spa et Verviers) montrent un intérêt grandissant pour l'événement.
Le problème lié à l'alcoolisme festif s'est considérablement atténué et si certains groupes de marcheurs désirent malgré tout consommer de l'alcool, ceux-ci restent très limité et dans des proportions bien moindre que les marches précédentes. D'autant plus qu'en termes de personnel, l'encadrement réalisé par le SI est beaucoup plus conséquent que celui, plus humble, de la Verte Tente. Partant, les débordements sont très vite maîtrisés et sanctionnés.
Ce qui marque cette 6e édition, c'est le nouveau trajet. Dans une volonté de renouveau et surtout de confort et de sécurité pour les marcheurs, Philippe Dethier propose un nouvel itinéraire qui s'affranchit des routes nationales et passe par les hauteurs de Beaufays.

#### Déroulement de la journée
- 8h, accueil des marcheurs à Marché au niveau de l'entrée arrière de l'Institut Saint-Roch. Chaque participant reçoit une médaille souvenir, les tickets pour ses trois repas et un laisser-passer pour la navette de retour.
- 9h, le héraut du jour Pierre-Yves Bertrand fait la lecture d'un nouveau texte original pour lancer la Marche. Ensuite franchissement de la Hoëgne en empruntant le pont de Marché puis la N62 en direction de Theux.

- 10h, place du perron de Theux, discours du bourgmestre Philippe Boury.
- Le trajet est complètement revu et adopte un nouvel itinéraire.
- 10h30, départ de la Marche vers Juslenville. Rue du roi chevalier, arrivé place du centre, bifurcation à gauche dans la rue de la Résistance et franchissement de la Hoëgne par le pont de Juslenville-Petite. À gauche rue de l'Arsèye, Wislez puis traversée du bois de Wislez. Sortie du bois sur la route de Tancrémont, à gauche vers Banneux. Avenue Paola, puis dans Banneux bifurcation à droite dans la rue Mihet, rue de Fraipont. À droite dans la rue du Doyard puis à gauche dans la rue Andoumont.
- 13h, arrêt à la salle Le Tilleul à (Sprimont) avec repas chaud. Puis rue de Gomzé, à droite dans la rue de la Drève et à gauche sur la N62 en direction de Beaufays. Dans Beaufays, direction Liège sur la N30. Passage à Embourg (Chaudfontaine).
- 17h, arrivée à Chênée, à l'intersection du boulevard de l'Ourthe et de la Voie de l'Ardenne (N30), bifurcation à droite vers Liège centre. Après le passage du pont de la rue de la Station, bifurcation à droite vers la rue Neuve (N665), puis à gauche rue Large. Rue Vinave jusqu'à Grivegnée. Rue Belvaux, rue Haute-Wez, rue Bonne-Femme en Longdoz puis rue Grétry, passage de la Meuse (dérivation) puis bifurcation sur la droite avant le Pont Kennedy. Quai Edouard Van Beneden puis quai de Gaulle et bifurcation à gauche sur le Pont des Arches, puis rue Léopold. Bifurcation à droite sur la rue Ferdinand-Hénaux, rue de la Violette.
- 19h, passage devant le perron de Liège Place du Marché, bifurcation dans la rue des Mineurs puis à droite rue Hors-Château. Montée de l'escalier de la Montagne de Bueren avec des flambeaux puis descente.
- 20h, arrivée et repas dans la cour du collège Saint-Barthélémy dans laquelle le SI de Theux à préparé plusieurs chapiteaux avec tables et bancs.

### La7eMarche des 600 (2013) •545eanniversaire
C'est le SI de Theux, qui organise la 7e marche le 21 septembre 2013 à l'occasion du 545e anniversaire. Cette humble société à considérablement changé depuis le passage de l'an 2000. Le nombre de bénévoles à explosé au prorata des activités proposées tout au long de l'année. Philippe Dethier bénéficie désormais d'une main-d'œuvre bénévole beaucoup plus conséquente et ce malgré le passage du temps.
Grâce au développement des réseaux sociaux, la Marche des 600 est désormais un événement qui dépasse les frontières de la commune de Theux. Les inscriptions sont clôturées prématurément afin de garder une bonne qualité d'encadrement.

#### Déroulement de la journée
- 8h, accueil des marcheurs à Marché au niveau de l'entrée arrière de l'Institut Saint-Roch. Chaque participant reçoit une médaille souvenir, les tickets pour ses trois repas et un laisser-passer pour la navette de retour.
- 9h, le héraut du jour Jean-François Demoulin fait la lecture d'un nouveau texte original pour lancer la Marche. Ensuite franchissement de la Hoëgne en empruntant le pont de Marché puis la N62 en direction de Theux.

- 10h, place du perron de Theux, discours du bourgmestre Philippe Boury. Le trajet est complètement revu et adopte un nouvel itinéraire.
- 10h30, départ de la Marche vers Juslenville. Rue du roi chevalier, arrivé place du centre, bifurcation à gauche dans la rue de la Résistance et franchissement de la Hoëgne par le pont de Juslenville-Petite. À gauche rue de l'Arsèye, Wislez puis traversée du bois de Wislez. Sortie du bois sur la route de Tancrémont, à gauche vers Banneux. Avenue Paola, puis dans Banneux bifurcation à droite dans la rue Mihet, rue de Fraipont. À droite dans la rue du Doyard puis à gauche dans la rue Andoumont.
- 13h, arrêt à la salle Le Tilleul à (Sprimont) avec repas chaud. Puis rue de Gomzé, à droite dans la rue de la Drève et à gauche sur la N62 en direction de Beaufays. Dans Beaufays, direction Liège sur la N30. Passage à Embourg (Chaudfontaine).
- 17h, arrivée à Chênée, à l'intersection du boulevard de l'Ourthe et de la Voie de l'Ardenne (N30), bifurcation à droite vers Liège centre. Après le passage du pont de la rue de la Station, bifurcation à droite vers la rue Neuve (N665), puis à gauche rue Large. Rue Vinave jusqu'à Grivegnée. Rue Belvaux, rue Haute-Wez, rue Bonne-Femme en Longdoz puis rue Grétry, passage de la Meuse (dérivation) puis bifurcation sur la droite avant le Pont Kennedy. Quai Edouard Van Beneden puis quai de Gaulle et bifurcation à gauche sur le Pont des Arches, puis rue Léopold. Bifurcation à droite sur la rue Ferdinand-Hénaux, rue de la Violette.
- 19h, passage devant le perron de Liège Place du Marché, bifurcation dans la rue des Mineurs puis à droite rue Hors-Château. Montée de l'escalier de la Montagne de Bueren avec des flambeaux. En haut de la colline, au 'Monument des Fusillés des Remparts de la Citadelle', la Verte Tente effectue sept tirs à blancs avec son canon Lambertine[q].
- 20h, arrivée et repas dans la cour du collège Saint-Barthélémy dans laquelle le SI de Theux à préparé plusieurs chapiteaux avec tables et bancs. Soirée animée par Octarine.

### La8eMarche des 600 (2018) •550eanniversaire
Fort de l'expérience de 2008 et 2013, le SI de Theux organise cette 8e marche le 22 septembre 2018. Pilotée pour la troisième fois par Philippe Dethier, cette édition est un copié/collé de 2013. La différence tangible réside dans l'augmentation des bénévoles encadrant les marcheurs. Désormais, la Marche des 600 est entrée dans une phase que l'on peut qualifier de tradition folklorique établie.
Cette édition est réalisée dans le cadre de la commémoration du 550e anniversaire pilotée par l'association sans but lucratif Theux 2018.

#### Déroulement de la journée
- 8h, accueil des marcheurs à Marché au niveau de l'entrée arrière de l'Institut Saint-Roch. Chaque participant reçoit une médaille souvenir, les tickets pour ses trois repas et un laisser-passer pour la navette de retour.
- 9h, le héraut du jour Jean-François Demoulin fait la lecture d'un nouveau texte original pour lancer la Marche. Ensuite franchissement de la Hoëgne en empruntant le pont de Marché puis la N62 en direction de Theux.

- 10h, place du perron de Theux, discours du bourgmestre Philippe Boury. Suivi d'une saynète sur le thème de la tentative des 600 Franchimontois jouée par trois interprètes du Rideau de Franchimont.
- 10h30, départ de la Marche vers Juslenville. Rue du roi chevalier, arrivé place du centre, bifurcation à gauche dans la rue de la Résistance et franchissement de la Hoëgne par le pont de Juslenville-Petite. À gauche rue de l'Arsèye, Wislez puis traversée du bois de Wislez. Sortie du bois sur la route de Tancrémont, à gauche vers Banneux. Avenue Paola, puis dans Banneux bifurcation à droite dans la rue Mihet, rue de Fraipont. À droite dans la rue du Doyard puis à gauche dans la rue Andoumont.
- 13h, arrêt à la salle Le Tilleul à (Sprimont) avec repas chaud. Puis rue de Gomzé, à droite dans la rue de la Drève et à gauche sur la N62 en direction de Beaufays. Dans Beaufays, direction Liège sur la N30. Passage à Embourg (Chaudfontaine).
- 17h, arrivée à Chênée, à l'intersection du boulevard de l'Ourthe et de la Voie de l'Ardenne (N30), bifurcation à droite vers Liège centre. Après le passage du pont de la rue de la Station, bifurcation à droite vers la rue Neuve (N665), puis à gauche rue Large. Rue Vinave jusqu'à Grivegnée. Rue Belvaux, rue Haute-Wez, rue Bonne-Femme en Longdoz puis rue Grétry, passage de la Meuse (dérivation) puis bifurcation sur la droite avant le Pont Kennedy. Quai Edouard Van Beneden puis quai de Gaulle et bifurcation à gauche sur le Pont des Arches, puis rue Léopold. Bifurcation à droite sur la rue Ferdinand-Hénaux, rue de la Violette.
- 19h, passage devant le perron de Liège Place du Marché, bifurcation dans la rue des Mineurs puis à droite rue Hors-Château. Montée de l'escalier de la Montagne de Bueren avec des flambeaux. En haut de la colline, au Monument des Fusillés des Remparts de la Citadelle, la Verte Tente effectue huit tirs à blancs avec son canon Lambertine.
- 20h, arrivée et repas dans la cour du collège Saint-Barthélémy dans laquelle le SI de Theux à préparé plusieurs chapiteaux avec tables et bancs. Soirée animée par Octarine.

## La Marche aux Flambeaux (annuelle)
La marche aux flambeaux de Theux est dédié au souvenir des 600 Franchimontois. De 1968 à 1987, soit pendant 19 ans, cette commémoration est reconduite annuellement par le SI de Theux sous la houlette de François Renkin. Elles brillent encore de l'éclat des festivités de 1968. Les cortèges sont solennels et se résument en général au dépôt d'une gerbe au monument aux morts suivi du cortège proprement dit dans les rues principales de la ville qui s'achève dans une salle locale. À la suite d'un conflit, le SI de Theux arrête de s'en occuper et elle disparaît dès 1988 et pendant les huit années suivantes.
La Verte Tente relance cette commémoration en 1996 et organise sept éditions. Le cortège devient une marche qui perd son côté solennel au profit d'une équipée décomplexée plus longue au départ et à l'arrivée du château de Franchimont. L'événement connaît encore deux éditions en 2005 et 2006 puis disparaît à nouveau pendant quelques années.
La reprise s'effectue en 2011 grâce à Philippe Dethier dont les multiples casquettes permettent à cette manifestation de réintégrer le SI de Theux. Après 28 ans, la Marche aux Flambeaux revient dans le giron du SI de Theux en 2014.

### Origine
Le cortège (ou retraite) aux flambeaux est une des activités reprise au calendrier des festivités du 500e anniversaire de la tentative des 600 Franchimontois en octobre 1968.
La date du 29 octobre 1968 approche et pour des raisons pratiques, la clôture officielle des festivités est programmée le 13 octobre. « Cependant, ils [les organisateurs] ont estimés qu’il n’était pas possible de laisser passer cette journée sans rendre un hommage tout spécial à leurs immortels ancêtres. [...] Tous les Franchimontois détenteurs d’un costume » « sont priés de le revêtir et de se rassembler à 19h45 place du Centre à Juslenville [...] Itinéraire : rues Rittwéger, Marie-louise, du Roi Chevalier, du Pont, place du perron, rue Chaussée. Tous au poste ».

### Concept
On peut résumer le concept en cinq points :
- Marche nocturne proche du 29 octobre ;
- Le marcheur est vêtu d'un déguisement à caractère médiéval ;
- L'organisation met des flambeaux à disposition ;
- Un premier arrêt commémoratif au monument aux morts ;
- Un second arrêt au perron avec lecture d'un texte original[18] relatant l'épopée des 600 ;
- Un point de chute final dans une salle locale ou au château de Franchimont.

### Les cortèges des années 1960-1970
L’itinéraire des deux premiers cortèges de 1968 et 1969 comporte deux points de départ : l’un de la place du Centre à Juslenville et l’autre de Spixhe. Les deux colonnes de marcheurs effectuent leur jonction sur la place du Vinâve pour ensuite se diriger vers le monument aux morts où sont prononcées des discours, une gerbe est déposée et des chants entonnés par les chorales locales.
Dans les années 1970, le cortège débute aléatoirement de Spixhe ou de Marché au Sud et de Juslenville au Nord de Theux. Les arrêts principaux restent d'actualité avec le passage au monument aux morts (dépôt d'une gerbe et minute de silence) et l'arrêt au perron (avec la lecture de l'épopée).
Lors de la 3e édition, en 1970, le SI ajoute une soirée festive après le perron qui se déroule aléatoirement dans une salle entre Juslenville et Spixhe tels que le cercle paroissial de Theux, la salle de Spixhe-Attractions ou le cercle St Augustin de Juslenville ; ou encore au cinéma du Waux-hall et aux Caves de Franchimont qui n’existent plus. Un bar accueille les marcheurs tandis que des diapositives et de courts-métrages sur les festivités theutoises, telles que le Jeu de Franchimont, la Marche des 600, les cortèges historiques ou la toute nouvelle Franche-Foire, sont projetés.
Le samedi 28 octobre 1972, un groupe important de Jalhaytois participe à la commémoration.
| Date            | Jour     | Cortège | Organisateur | Cadre             |
| --------------- | -------- | ------- | ------------ | ----------------- |
| 29 octobre 1968 | mardi    | 1       | SI Theux     | 500e anniversaire |
| 29 octobre 1969 | mercredi | 2       | SI Theux     | 501e anniversaire |
| 29 octobre 1970 | jeudi    | 3       | SI Theux     | 502e anniversaire |
| 29 octobre 1971 | vendredi | 4       | SI Theux     | 503e anniversaire |
| 28 octobre 1972 | samedi   | 5       | SI Theux     | 504e anniversaire |
| 26 octobre 1973 | vendredi | 6       | SI Theux     | 505e anniversaire |
| 29 octobre 1974 | mardi    | 7       | SI Theux     | 506e anniversaire |
| 29 octobre 1975 | mercredi | 8       | SI Theux     | 507e anniversaire |
| 29 octobre 1976 | vendredi | 9       | SI Theux     | 508e anniversaire |
| 29 octobre 1977 | samedi   | 10      | SI Theux     | 509e anniversaire |
| 29 octobre 1978 | dimanche | 11      | SI Theux     | 510e anniversaire |
| 29 octobre 1979 | lundi    | 12      | SI Theux     | 511e anniversaire |

### Les années 1980 et la fin de la première époque
Dans les années 1980, les festivités de 1968 s'éloignant d'année en année, le cortège au flambeaux perd de son éclat et se restreint de plus en plus. D'autre part la soirée qui succède au cortège proprement dit sert de support au Syndicat pour la remise de prix des concours, tels que Villes Fleuries, n’ayant pas de lien avec la commémoration des Six Cents.
En 1984, la 17e marche aux flambeaux du 516e anniversaire est réalisée dans le cadre du 40e anniversaire de la Libération. En 1986, la commémoration du 518e anniversaire se résume à la pose d’une gerbe au monument au morts et par conséquent ne peut pas être comptabilisée comme cortège.
Début 1988, après 20 ans d'activité ininterrompue, un événement collatéral met un terme à cette commémoration. Pour comprendre cet arrêt, il faut revenir en 1973 où la Chevalerie de l'Ordre du Chuffin crée la fête médiévale de Franchimont en collaboration avec le Syndicat d'Initiative de Theux. Dans les faits, c'est le SI qui prend en charge l'aspect administratif de cet événement d'ampleur. Le comité du SI, piloté par son président, organise les deux manifestations du folklore franchimontois : le cortège et la fête médiévale. Tout va bien pendant une quinzaine d'années puis, en 1988, certains membres du Chuffin menés par Renaud Gillard entrent en désaccord avec François Renkin au sujet de la fête médiévale. Ils concrétisent ce désaccord en fondant l’association Fête médiévale de Franchimont sous la présidence de Renaud Gillard, qui désormais s'occupera, seule, de l'organisation de cette manifestation. L'entente entre le Syndicat, le Chuffin et la nouvelle société est détruite et le cortège aux flambeaux, événement phare du folklore franchimontois, est soudainement oublié par toutes ces personnes. Ni le Syndicat, ni le Chuffin, ni la nouvelle société Fête médiévale de Franchimont, ne pérennisent la commémoration qui disparaît.
| Date            | Jour     | Cortège | Organisateur | Cadre             |
| --------------- | -------- | ------- | ------------ | ----------------- |
| 29 octobre 1980 | mercredi | 13      | SI Theux     | 512e anniversaire |
| 26 octobre 1981 | lundi    | 14      | SI Theux     | 513e anniversaire |
| 26 octobre 1982 | mardi    | 15      | SI Theux     | 514e anniversaire |
| 26 octobre 1983 | mercredi | 16      | SI Theux     | 515e anniversaire |
| 26 octobre 1984 | vendredi | 17      | SI Theux     | 516e anniversaire |
| 26 octobre 1985 | samedi   | 18      | SI Theux     | 517e anniversaire |
| 26 octobre 1987 | lundi    | 19      | SI Theux     | 519e anniversaire |

### Les années 1990, du cortège à la marche aux flambeaux

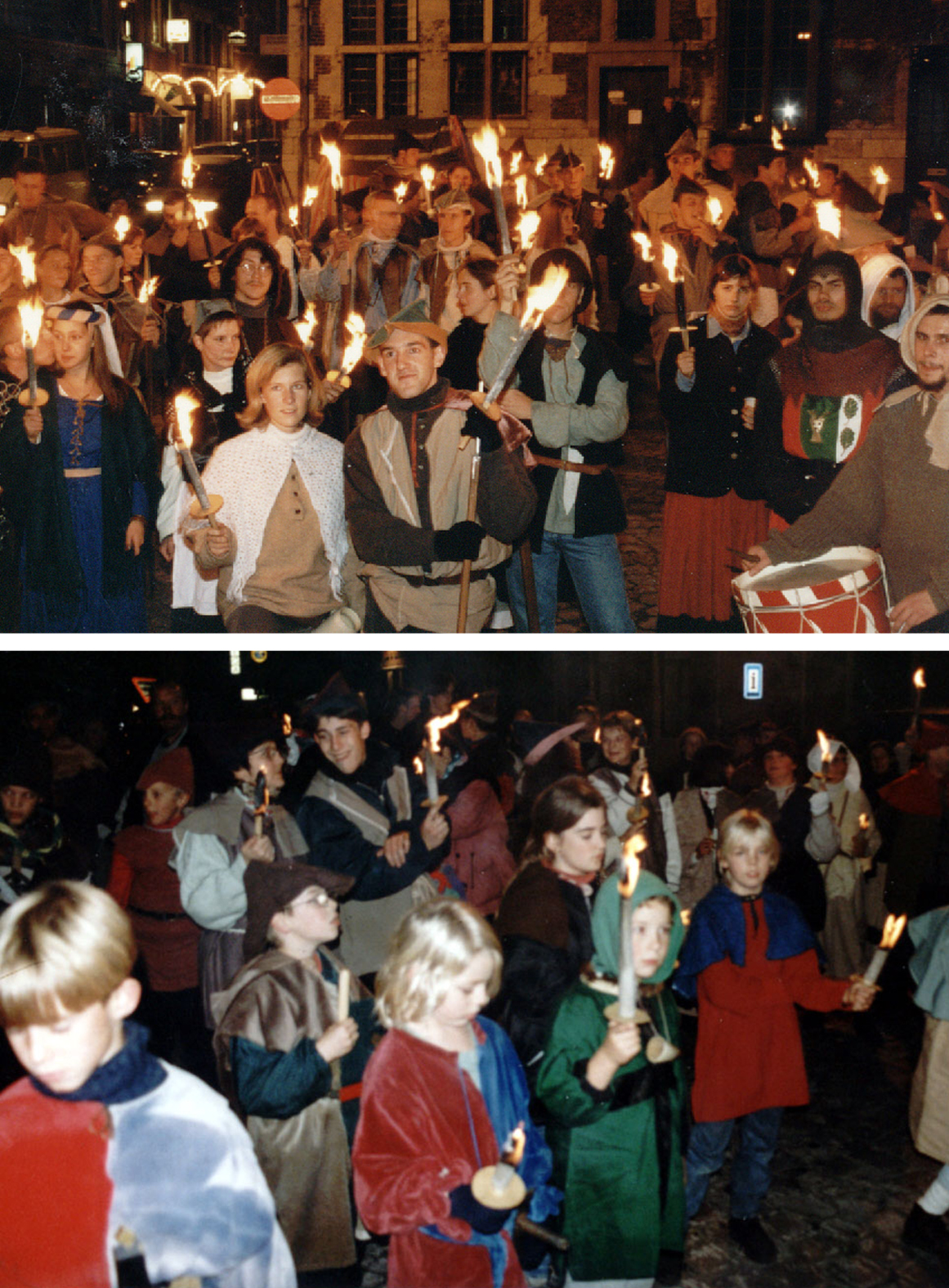
Marche aux Flambeaux • 1996

Au début des années 1990, le cortège aux flambeaux a disparu du calendrier des manifestations. La génération de 1968 part à la retraite et le nouveau président Alexandre Lodez a beaucoup à faire pour redynamiser un Syndicat d'Initiative exsangue et vidé de ses forces vives.
C'est sous les auspices de la Chevalerie de l'Ordre du Chuffin que Les Compagnons de la Verte Tente organisent la 20e Marche aux Flambeaux le 26 octobre 1996. De 1996 à 2004, la société propose cette commémoration annuellement, en octobre, au départ et à l'arrivée du château de Franchimont. Elle n'est pas organisée aux deux éditions de la Marche des 600 (1998 et 2003). La reprise du cortège en 1996 voit une centaine de participants et ce nombre va très légèrement augmenter avec les années avec environ 150 participants en 1999.
La nouvelle « marche aux flambeaux » s’inscrit dans une perspective autonome et festive. La Verte Tente n'a ni les prérogatives ni les besoins du Syndicat d'Initiative. D'autre part, il n'existe pas de lien humain entre cette nouvelle génération et l'ancienne. La Verte Tente reconstruit cette commémoration sur un terrain laissé en friche.
Ce qui reste : 
- Un défilé en costume
- Une marche nocturne aux flambeaux
- L'arrêt au perron (avec l'ajout des cloches de l'église de Theux)
- La grosse soupe et le verre à l'arrivée

Ce qui n'est pas conservé 
- La cérémonie au monument aux morts.
- La projection de photos ou/et de films reliés aux manifestations franchimontoises.

Les nouveautés : 
- La commémoration se tient le samedi le plus proche du 29 octobre et non plus le 29 octobre quel que soit le jour de la semaine.
- Une participation aux frais est demandée aux marcheurs.
- Départ et arrivée au château de Franchimont.
- Allongement du trajet d'un kilomètre hors des rues principales.
- Un second flambeau distribué au perron (a cause du trajet plus long).
- Animation musicale par le groupe folk Excalibur[x] en soirée.

| Date            | Jour   | Cortège | Organisateur   | Cadre             |
| --------------- | ------ | ------- | -------------- | ----------------- |
| 26 octobre 1996 | samedi | 20      | La Verte Tente | 528e anniversaire |
| 25 octobre 1997 | samedi | 21      | La Verte Tente | 529e anniversaire |
| 30 octobre 1999 | samedi | 22      | La Verte Tente | 531e anniversaire |

### Les années 2000

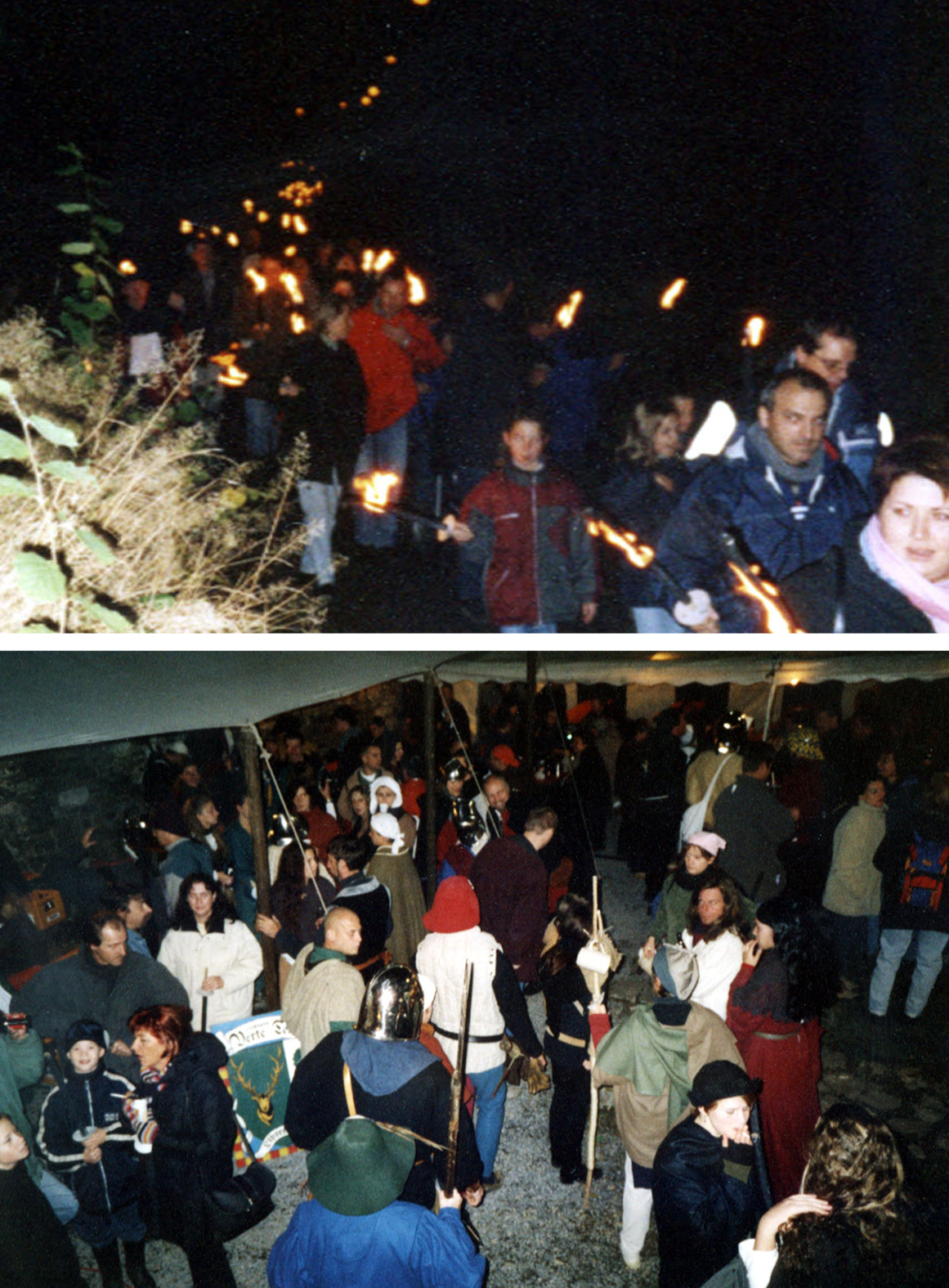
Marche aux Flambeaux • 2002

La Verte Tente organise la marche de 2000 à 2004. Au printemps 2005, elle annonce qu’elle n'organise plus cette organisation. Ces années voient un intérêt pour les reconstituteurs belges et français attirés par l'aura de la Verte Tente.
Le nombre de participants se cantonne aux alentours de 200 marcheurs âgés de 10 à 70 ans. Chaque édition voit également de jeunes mamans poussant des landaus. L'ambiance de la fin de soirée est assurée par le groupe folk Excalibur.
En 2005, les deux associations d’évocation médiévale Triath et les Templiers du Comté de Franchimont organisent la 27e édition. En 2006, Triath et La Compagnie du Vert Bouc bénéficient du chapiteau dressé sur la lice sud du château de Franchimont par le Lion’s Club de Spa à l’occasion de la fête d'Halloween pour accueillir les marcheurs de la 28e édition. L'itinéraire est identiques aux éditions précédentes.
Entre 2007 et 2010, la manifestation n'est plus proposée.
| Date            | Jour   | Cortège | Organisateur           | Cadre             |
| --------------- | ------ | ------- | ---------------------- | ----------------- |
| 29 octobre 2000 | samedi | 23      | La Verte Tente         | 532e anniversaire |
| 27 octobre 2001 | samedi | 24      | La Verte Tente         | 533e anniversaire |
| 26 octobre 2002 | samedi | 25      | La Verte Tente         | 534e anniversaire |
| 30 octobre 2004 | samedi | 26      | La Verte Tente         | 536e anniversaire |
| 29 octobre 2005 | samedi | 27      | Triath - Les Templiers | 537e anniversaire |
| 28 octobre 2006 | samedi | 28      | Triath - Le Vert Bouc  | 538e anniversaire |

### Les années 2010, le Syndicat d'Initiative reprend son flambeau

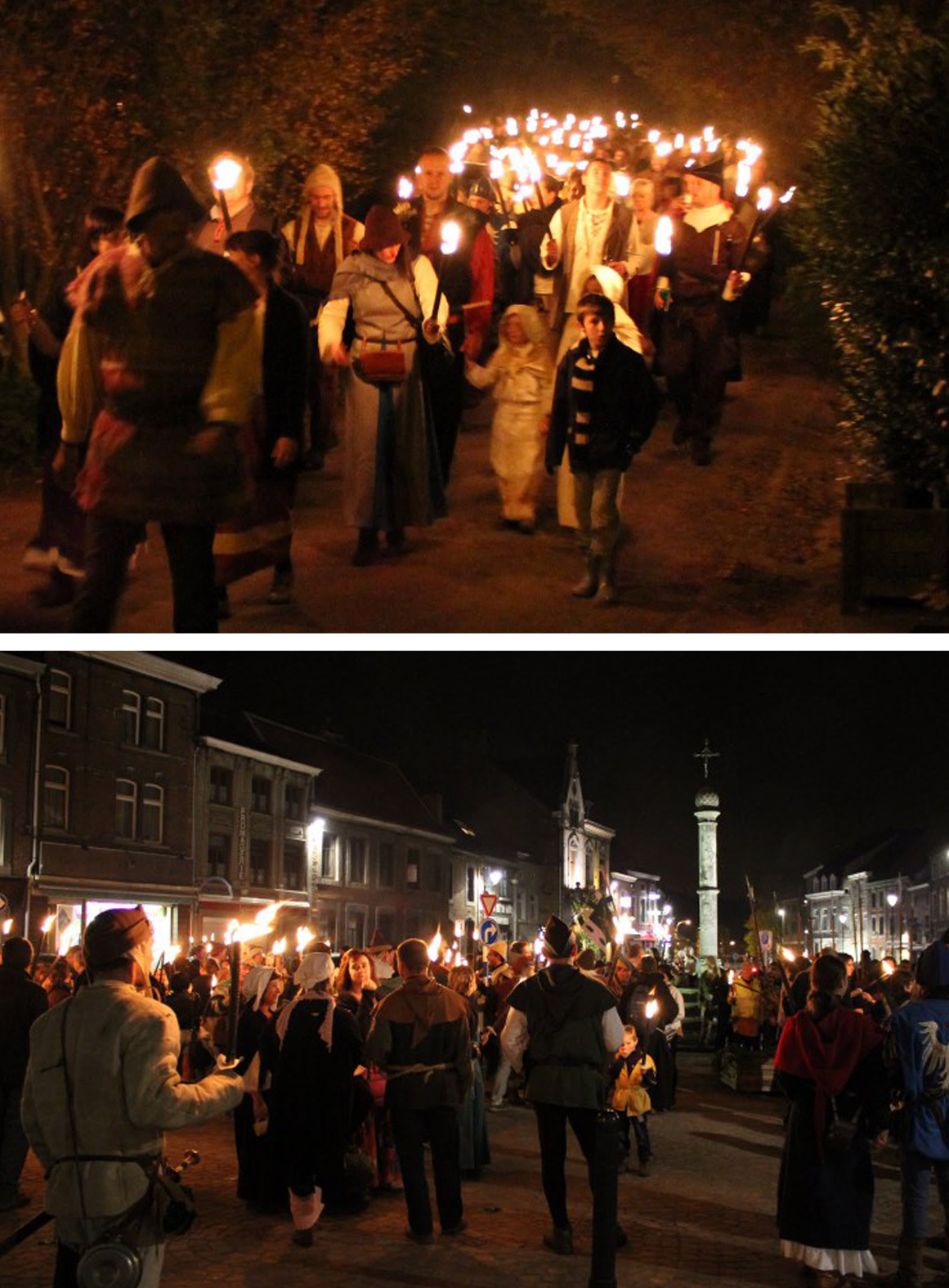
Marche aux Flambeaux • 2011

En 2011, après quatre ans d'absence, la commémoration reprend sous l’impulsion de Philippe Dethier. Cette reprise s'effectue avec la volonté de retrouver la solennité des cortèges des années 1970 et le passage aux monument au morts est réactualisé avec le dépôt d'une gerbe, le discours du bourgmestre ou du président du SI Alexandre Lodez. Suivant l'actualité, il y a une minute de silence soutenue par le glas sonné depuis l'église. Le samedi le plus proche du 29 octobre est conservé ainsi que l'arrivée et le départ au château de Franchimont.
La marche est organisée en 2011 par la Fête médiévale de Franchimont et en 2012 par les Moines Épicuriens. Elle n'est pas organisée en 2013 parce que la 7e marche des 600 a lieu le 21 septembre, soit un mois avant la date anniversaire. De 2014 à 2019, elle est organisée par le Syndicat d'Initiative de Theux qui retrouve ainsi l'une de ces plus ancienne manifestation. Dès 2014 le passage sur les hauteurs de Chawieumont est accompagné des tirs à blanc de Lambertine, le canon de la Verte Tente.
L'engouement de la population pour cet événement va en grandissant et les dernières éditions de la décennie compte en moyenne 300 participants. L'ambiance de la fin de soirée est assurée par le groupe folk Octarine, une section de la Chevalerie de l'Ordre du Chuffin.
| Date            | Jour   | Cortège | Organisteur       | Cadre             |
| --------------- | ------ | ------- | ----------------- | ----------------- |
| 29 octobre 2011 | samedi | 29      | Fête médiévale    | 543e anniversaire |
| 27 octobre 2012 | samedi | 30      | Moines Epicuriens | 544e anniversaire |
| 25 octobre 2014 | samedi | 31      | SI Theux          | 546e anniversaire |
| 24 octobre 2015 | samedi | 32      | SI Theux          | 547e anniversaire |
| 22 octobre 2016 | samedi | 33      | SI Theux          | 548e anniversaire |
| 21 octobre 2017 | samedi | 34      | SI Theux          | 549e anniversaire |
| 26 octobre 2019 | samedi | 35      | SI Theux          | 551e anniversaire |

### Les années 2020

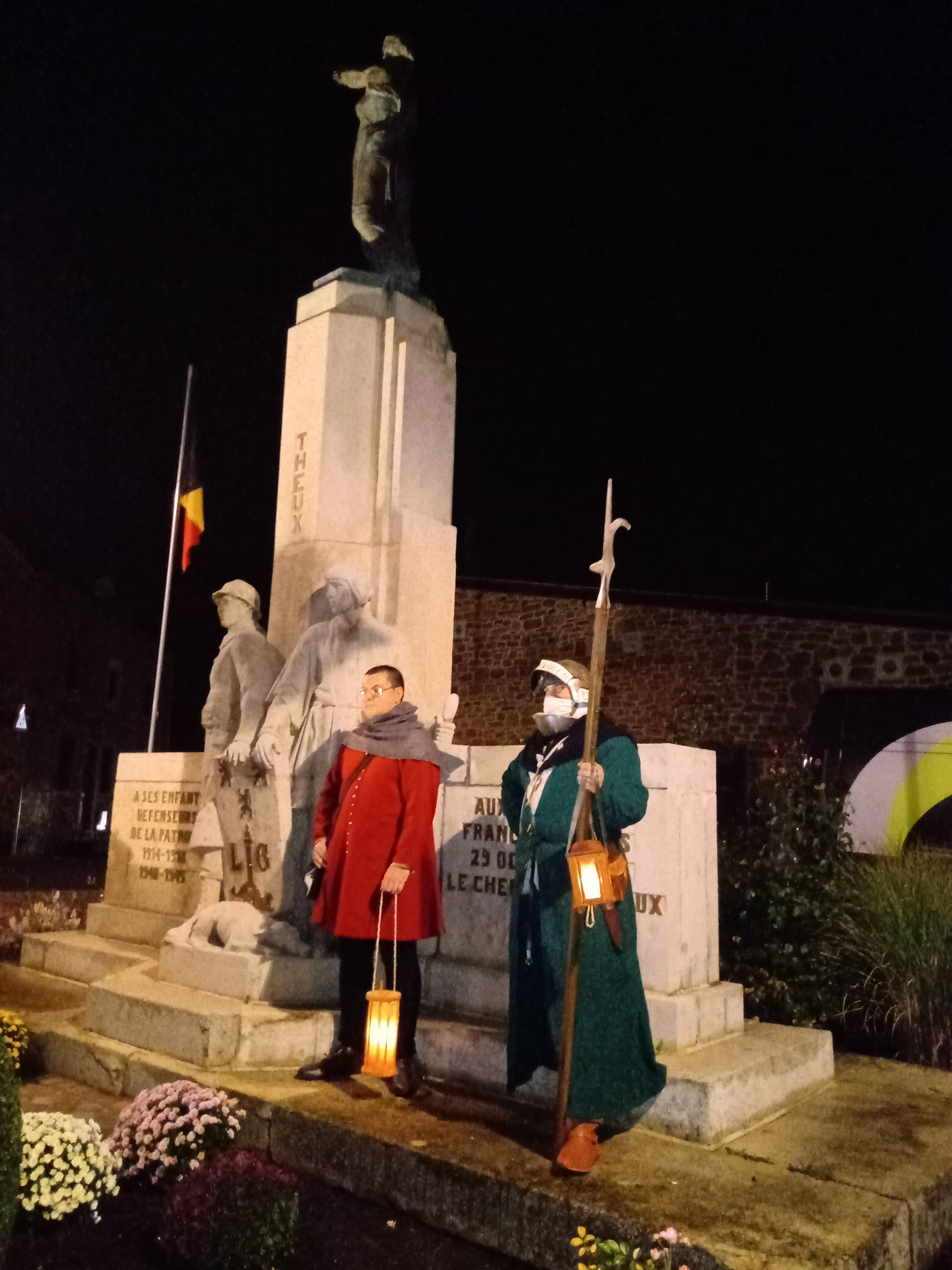
La Verte Tente honore les Franchimontois en 2020.

C'est le Syndicat d'Initiative de Theux qui organise annuellement cette commémoration. La plupart des personnes de la troisième génération de Franchimontois et les fondateurs de la Verte Tente sont désormais des quinquagénaires. La quatrième génération de Franchimontois née dans les années 1990 commence à prendre de plus en plus de responsabilités dans cette organisation (ainsi que dans la Marche des 600).
Le cortège n'est pas organisé en 2020 conséquemment à la pandémie du Covid-19. Cependant, quelques Compagnons de la Verte Tente tiennent à honorer leurs ancêtres en réalisant une marche nocturne privée.
En 2021, les fortes pluie de juillet qui ont entraîné des inondations dans la vallée de la Hoëgne, ont également causé de gros dégâts dus aux écoulements rue Chawieumont. Le trajet emprunte les rues principales de la ville.
| Date            | Jour   | Cortège | Organisateur | Cadre             |
| --------------- | ------ | ------- | ------------ | ----------------- |
| 30 octobre 2021 | samedi | 36      | SI Theux     | 553e anniversaire |
| 29 octobre 2022 | samedi | 37      | SI Theux     | 554e anniversaire |
| 26 octobre 2024 | samedi | 38      | SI Theux     | 555e anniversaire |

## Dates des prochaines Marches des Six Cents Franchimontois
- La prochaine Marche des 600, quinquennale (10e édition) aura lieu en septembre 2028 à l'occasion du 560e anniversaire.
- La prochaine Marche aux Flambeaux annuelle (38e édition) aura lieu le samedi 28 octobre 2024 à l'occasion du 556e anniversaire.